# Tetragnatha oomua
Tetragnatha oomua är en spindelart som beskrevs av Gillespie 2003. Tetragnatha oomua ingår i släktet sträckkäkspindlar, och familjen käkspindlar. Inga underarter finns listade i Catalogue of Life.